# Moravany nad Váhom
Moravany nad Váhom (in ungherese Moraván) è un comune della Slovacchia facente parte del distretto di Piešťany, nella regione di Trnava.
Nel 1938, nei pressi del comune, venne rinvenuta la cosiddetta Venere di Moravany, una statuetta in avorio di mammut datata attorno al 22.800 a.C., quindi risalente al Paleolitico superiore.
La statuetta è attualmente conservata dal Museo Nazionale Slovacco, nella collezione esposta nel Castello di Bratislava.
In occasione di Expo 2015 la Venere è stata esposta nel padiglione della Slovacchia per tutta la durata della manifestazione.

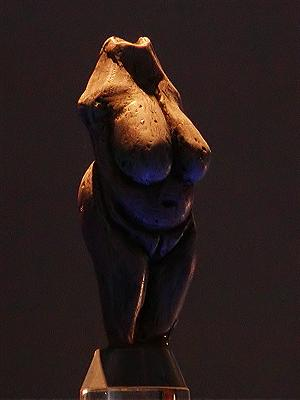
La Venere di Moravany